# 篠原停留場
篠原停留場（日语：／ Shinohara teiryūjō */?），是位於高知縣南國市篠原，土佐電交通後免線的電車站。

## 歷史
此電車站在1911年（明治44年）1月，由土佐電交通的前身土佐電氣鐵道大津停留場（已廢止，參見領石通停留場）至後免中町通停留場之間開通，此電車站同時啟用。
- 1911年（明治44年）1月27日 - 土佐電氣鐵道電車站啟用[2]。
- 2014年（平成26年）10月1日 - 土佐電氣鐵道、高知縣交通（日语：高知県交通）和土佐電Dream Service（日语：土佐電ドリームサービス）合併，土佐電交通成立[3]。成為土佐電交通的電車站。

## 電車站構造
電車站是建造在專用路軌上，設有2面2線的相對式乘車處（千鳥式）。東邊為播磨屋橋方向月台，西邊為後免町方向月台。

## 電車站周邊
電車站邊北邊設有土讚線向東西行走。後免線中，此電車站至後免西町停留場之間使用專用路軌。
- 春喜神社
- 國道195號（日语：国道195号）

## 巴士路線
在「篠原」巴士站上設有以下路線停靠：
| 乘車場  | 系統                               | 主要途經                     | 目的地 | 巴士公司   | 備註 |
| ------- | ---------------------------------- | ---------------------------- | ------ | ---------- | ---- |
|         | L1                                 | 後免町、夜須站               | 安藝站 | 土佐電交通 |      |
| Ko3-Ko5 | 後免町、里改田、中之丁通、前濱車廠 | 久枝                         |        | 土佐電交通 |      |
|         | L1-C1                              | 小籠通、JA高知醫院、播磨屋橋 | 縣廳前 | 土佐電交通 |      |
| L1-T1   | 小籠通、JA高知醫院、播磨屋橋       | 棧橋車廠                     |        | 土佐電交通 |      |
| Ko3     | （小籠通、JA高知醫院）、大津站前   | 醫大醫院                     |        | 土佐電交通 |      |

## 相鄰電車站
土佐電交通
後免線
住吉通－篠原－小籠通

## 注腳
1. 1 2  《土佐電鉄が走る街 今昔》91頁
2. ↑  《土佐電鉄が走る街 今昔》100・156-158頁
3. ↑  上野宏人. . 毎日新聞 (毎日新聞社). 2014-10-02 （日语）.
4. ↑  川島令三. . 【図説】 日本の鉄道. 第2巻 四国西部エリア. 講談社. 2013: 34・90頁. ISBN 978-4-06-295161-6 （日语）.
5. ↑  . 高知新聞社. 1998: 83. ISBN 4-87503-268-4 （日语）.